# Standortkatalog
Ein Standortkatalog ist ein Bibliothekskatalog, in dem die Publikationen einer Bibliothek in derselben Reihenfolge verzeichnet sind, in der sie auch in den Regalen (an ihrem Standort) aufgestellt sind.
Ein Standortkatalog kann zur Vergabe neuer Signaturen herangezogen werden, dient aber auch der Revision des Bibliotheksbestandes (deshalb werden auf den entsprechenden Karteikarten oft auch Preis und Kaufdatum vermerkt) und als Ausleihverzeichnis. Sind die Publikationen an ihrem Standort nicht nach dem Zugangsdatum (Numerus Currens), sondern nach einem System aufgestellt, so findet sich die systematische Ordnung automatisch auch im Standortkatalog. Man spricht dann von einem Systematischen Standortkatalog oder Standortgebundenen systematischen Katalog.